# Makokou
Makokou – miasto w Gabonie, stolica prowincji Ogowe-Ivindo.